# Estación de El Escorial
El Escorial es una estación ferroviaria situada en el municipio español de El Escorial en la Comunidad de Madrid. Forma parte de la línea C-8a de la red de Cercanías Madrid operada por Renfe. Cuenta también con servicios de Media Distancia.

## Situación ferroviaria
La estación se encuentra en el punto kilométrico 50,2 de la línea férrea de ancho ibérico que une Madrid con Hendaya a 922,29 metros de altitud. El tramo es de vía doble y está electrificado. 

## Historia
La estación fue inaugurada el 9 de agosto de 1861 con la puesta en marcha del tramo Madrid – El Escorial de la línea radial Madrid-Hendaya. Su explotación inicial quedó a cargo de la Compañía de los Caminos de Hierro del Norte de España quien mantuvo su titularidad hasta que en 1941 fue nacionalizada e integrada en la recién creada RENFE. Desde el 31 de diciembre de 2004 Renfe Operadora explota la línea mientras que Adif es la titular de las instalaciones ferroviarias.

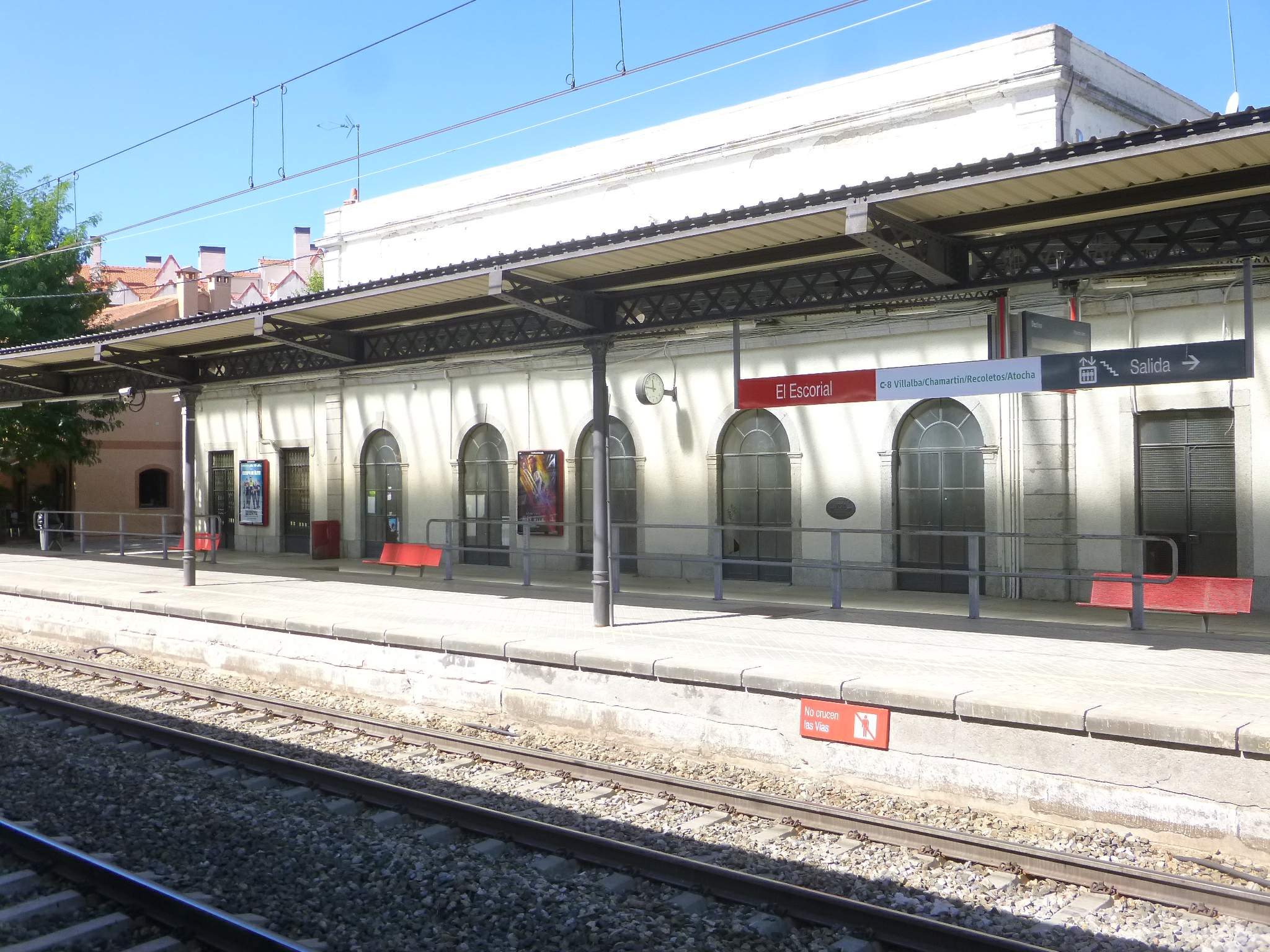
El antiguo edificio de la estación, visto desde los andenes

## La estación
El antiguo edificio de viajeros se compone de un pabellón central de dos plantas flanqueado por dos anexos de menor altura. La estación tiene un doble acceso a través del paso subterráneo con entrada desde la Plaza de la Estación y la calle Gómez del Campo. En este paso subterráneo se encuentran las taquillas. Cuenta con tres andenes, a los que acceden cinco vías. En uno de esos andenes se sitúa una torre de enclavamiento de gran altura que, si bien carece de uso, se ha mantenido en pie por ser una de las notas características de la estación. Todos los andenes cuentan con marquesinas.

## Servicios ferroviarios

### Media Distancia
En El Escorial Renfe presta servicios de Media Distancia gracias a sus trenes regionales. La conexión con mayor frecuencia se realiza gracias a estos últimos entre Madrid y Ávila a razón de cuatro o cinco trenes diarios en ambos sentidos. Por su parte los trenes MD permiten enlazar con León, San Sebastián y Palencia, entre otros.
| Línea MD | Trenes   | Origen/Destino                      |  | Destino/Origen                                               |
| -------- | -------- | ----------------------------------- |  | ------------------------------------------------------------ |
| 16       | MD       | Madrid-Príncipe Pío                 |  | Ávila Valladolid-Campo Grande Palencia Vitoria San Sebastián |
| 13       | MD       | Madrid-Príncipe Pío                 |  | Ávila Salamanca La Alamedilla                                |
| 16       | MD       | Madrid-Príncipe Pío                 |  | Ávila Valladolid-Campo Grande Palencia León                  |
| 51       | Regional | Madrid-Atocha Cercanías El Escorial |  | Ávila                                                        |

### Cercanías
| procedencia/destino                  | < estación | Línea | estación >   | destino/procedencia |
| ------------------------------------ | ---------- | ----- | ------------ | ------------------- |
| Santa María de la Alameda-Peguerinos | Zarzalejo  |       | Las Zorreras | Guadalajara         |
| Terminal                             |            |       | Las Zorreras | Guadalajara         |

El Escorial es la terminal de la línea C-8a de Cercanías Madrid. Sin embargo, algunos trenes continúan a través de Zarzalejo y Robledo de Chavela hasta llegar a Santa María de la Alameda.

## Conexiones

### Autobús
| Diurnos |                            |                        |          |
| Línea   | Destino                    | Parada                 | Operador |
| 1       | San Lorenzo de El Escorial | 10442 Est. El Escorial | ALSA     |